# Nuuksio
Nuuksio (en suédois : Noux) est un quartier de la ville d'Espoo en Finlande.

## Description
Le lac Nuuksion Pitkäjärvi est situé le long du Parc national de Nuuksio.
Le lac Nupurinjärvi est situé entre la Turunväylä et la seututie 110.

## Étymologie
Il est communément admis que le nom Nuuksio vient du lapon. Il y a deux mille ans les Samis s’arrêtant à cet endroit pendant leurs voyages ont donné au Lac Pitkäjärvi le nom de njukča signifiant le Chant du Cygne. Le village au sud du lac s'appellera Noox, Nousby et Nuoksi, le lac aujourd'hui appelé Pitkänäjärvi a pu s'appeler Nuoksujärvi ou Nuoksijärvi. Le nom actuel a été donné par un maître d’école primaire dans les années 1920 et il devendra habituel pendant la décennie suivante,.